# Cran-Gevrier
Cran-Gevrier korábbi község (település) Franciaországban, Haute-Savoie megyében. 2017. január 1-jén további négy községgel együtt Annecyhez csatolták és az így létrejött Annecy új község része lett.
Lakosainak száma 18 330 fő (2018. január 1.). Cran-Gevrier Annecy, Chavanod, Meythet, Poisy és Seynod községekkel határos.

## Népesség
A település népességének változása:
| Lakosok száma | 17 493 | 16 341 | 18 264 | 18 330 |
|               | 2013   | 2015   | 2017   | 2018   |